# ヨウ化ウラン(V)
ヨウ化ウラン(V)（Uranium pentaiodide）
は、ヨウ素とウランの無機化合物である。化学式はUI5。